# Coëx
Coëx és un municipi francès situat al departament de Vendée i a la regió de País del Loira. L'any 2007 tenia 2.944 habitants.

## Demografia

### Població
El 2007 la població de fet de Coëx era de 2.944 persones. Hi havia 1.192 famílies de les quals 320 eren unipersonals (138 homes vivint sols i 182 dones vivint soles), 451 parelles sense fills, 364 parelles amb fills i 57 famílies monoparentals amb fills.
La població ha evolucionat segons el següent gràfic:
Habitants censats

### Habitatges
El 2007 hi havia 1.485 habitatges, 1.211 eren l'habitatge principal de la família, 199 eren segones residències i 75 estaven desocupats. 1.333 eren cases i 87 eren apartaments. Dels 1.211 habitatges principals, 916 estaven ocupats pels seus propietaris, 285 estaven llogats i ocupats pels llogaters i 10 estaven cedits a títol gratuït; 12 tenien una cambra, 44 en tenien dues, 228 en tenien tres, 369 en tenien quatre i 558 en tenien cinc o més. 992 habitatges disposaven pel capbaix d'una plaça de pàrquing. A 623 habitatges hi havia un automòbil i a 494 n'hi havia dos o més.

### Piràmide de població
La piràmide de població per edats i sexe el 2009 era:
| Homes | Edats   | Dones |
| ----- | ------- | ----- |
| 4     | 95 o +  | 8     |
| 12    | 90 a 94 | 8     |
| 20    | 85 a 89 | 52    |
| 8     | 80 a 84 | 20    |
| 60    | 75 a 79 | 48    |
| 92    | 70 a 74 | 80    |
| 72    | 65 a 69 | 88    |
| 64    | 60 a 64 | 56    |
| 56    | 55 a 59 | 40    |
| 64    | 50 a 54 | 84    |
| 76    | 45 a 49 | 72    |
| 80    | 40 a 44 | 56    |
| 92    | 35 a 39 | 68    |
| 100   | 30 a 34 | 104   |
| 88    | 25 a 29 | 84    |
| 56    | 20 a 24 | 56    |
| 56    | 15 a 19 | 60    |
| 68    | 10 a 14 | 68    |
| 72    | 5 a 9   | 120   |
| 80    | 0 a 4   | 60    |

## Economia
El 2007 la població en edat de treballar era de 1.739 persones, 1.310 eren actives i 429 eren inactives. De les 1.310 persones actives 1.216 estaven ocupades (669 homes i 547 dones) i 94 estaven aturades (36 homes i 58 dones). De les 429 persones inactives 173 estaven jubilades, 99 estaven estudiant i 157 estaven classificades com a «altres inactius».

### Ingressos
El 2009 a Coëx hi havia 1.289 unitats fiscals que integraven 2.983 persones, la mediana anual d'ingressos fiscals per persona era de 16.255 €.

### Activitats econòmiques
Dels 146 establiments que hi havia el 2007, 1 era d'una empresa extractiva, 2 d'empreses alimentàries, 3 d'empreses de fabricació de material elèctric, 7 d'empreses de fabricació d'altres productes industrials, 30 d'empreses de construcció, 27 d'empreses de comerç i reparació d'automòbils, 5 d'empreses de transport, 9 d'empreses d'hostatgeria i restauració, 5 d'empreses financeres, 13 d'empreses immobiliàries, 19 d'empreses de serveis, 16 d'entitats de l'administració pública i 9 d'empreses classificades com a «altres activitats de serveis».
Dels 46 establiments de servei als particulars que hi havia el 2009, 1 era una oficina de correu, 2 oficines bancàries, 1 funerària, 4 tallers de reparació d'automòbils i de material agrícola, 1 autoescola, 8 paletes, 4 guixaires pintors, 7 fusteries, 1 lampisteria, 3 electricistes, 3 perruqueries, 2 veterinaris, 2 restaurants, 5 agències immobiliàries i 2 salons de bellesa.
Dels 10 establiments comercials que hi havia el 2009, 1 era un supermercat, 2 fleques, 1 una carnisseria, 1 una peixateria, 1 una llibreria, 1 una botiga de material esportiu i 3 floristeries.
L'any 2000 a Coëx hi havia 55 explotacions agrícoles que ocupaven un total de 3.053 hectàrees.

## Equipaments sanitaris i escolars
El 2009 hi havia 1 farmàcia i 1 ambulància.
El 2009 hi havia 2 escoles elementals.

## Poblacions més properes
El següent diagrama mostra les poblacions més properes.